# Astathes annamensis
Astathes annamensis är en skalbaggsart som beskrevs av Stefan von Breuning 1956. Astathes annamensis ingår i släktet Astathes och familjen långhorningar. Inga underarter finns listade.